# Arnoud I van Kleef
Arnoud I (ca. 1100-1147) was een zoon van graaf Rutger II van Kleef. 

## Geschiedenis
In 1119 volgde hij zijn broer Diederik III op als graaf van Kleef. Andere bronnen stellen dat hij een zoon was van graaf Diederik III van Kleef (Diederik I volgens een andere telling). Hij was tevens paltsgraaf van Tomburg en voogd over Xanten en Zyfflich. Arnoud hielp de premonstratenzers en stichtte het klooster van Bedburg. Arnoud huwde met Ida van Leuven, de dochter van hertog Godfried I van Leuven, waardoor de zwaanriddersage het licht zag. Andere bronnen spreken van zijn gemalin 'Bertha' met wie hij begraven zou liggen in de stiftskerk van Bedburg.

## Nakomelingen
Hij was de vader van onder anderen:
- Arnoud II van Kleef (.. tot 1201)
- Diederik IV van Kleef (Diederik II volgens een andere telling)[1] (.. tot 1172)
- Een dochter, die huwde met Everhard I van Berg (.. tot 1180)